# モルダーノ
モルダーノ（伊: Mordano）は、イタリア共和国エミリア＝ロマーニャ州ボローニャ県にある、人口約4,600人の基礎自治体（コムーネ）。

## 地理

### 位置・広がり

#### 隣接コムーネ
隣接するコムーネは以下の通り。括弧内のRAはラヴェンナ県所属を示す。
- バニャーラ・ディ・ロマーニャ (RA)
- イーモラ
- ルーゴ (RA)
- マッサ・ロンバルダ (RA)

### 気候分類・地震分類
モルダーノにおけるイタリアの気候分類 (it) および度日は、zona E, 2255 GGである。
また、イタリアの地震リスク階級 (it) では、zona 2 (sismicità media) に分類される。

## 姉妹都市
- Mezőhegyes、ハンガリー 1990年

## 人物

### 著名な出身者
- ディーノ・グランディ - 20世紀前半の政治家。